# Aurora (hop)
Aurora (Super Styrian) is een hopvariëteit, gebruikt voor het brouwen van bier.
Deze hopvariëteit is een “aromahop”, bij het bierbrouwen voornamelijk gebruikt voor zijn aromatische eigenschappen. De variëteit komt oorspronkelijk uit Slovenië en is een kruising tussen de hopvariëteit Northern Brewer en een onbekende hop.

## Kenmerken
- Alfazuur: 8 – 9,5%
- Bètazuur: 3,2 – 5,5%
- Eigenschappen: intensief en aangenaam hoparoma